# Charles Day
Charles Ward Day, ameriški veslač, * 19. oktober 1914, Colville, Washington, † maj 1962.
Day je za ZDA nastopil na Poletnih olimpijskih igrah 1936 v Berlinu, kjer je v osmercu osvojil zlato medaljo.